# Capitulatiebespreking in Wageningen
De capitulatiebespreking in Wageningen was de overgavebespreking op 5 mei 1945 in Wageningen tussen de geallieerden en de Duitse troepen in Nederland. De Canadese generaal Charles Foulkes ontbood hierbij de Duitse opperbevelhebber Johannes Blaskowitz naar Hotel De Wereld in Wageningen om daar de uitwerking van de capitulatie te bespreken. Prins Berhard was daarbij aanwezig maar er is niet gebleken dat hij inhoudelijk aan de gesprekken heeft deelgenomen. 5 mei wordt sindsdien in Nederland Bevrijdingsdag gevierd, maar het is niet zo dat de Duitse troepen op 5 mei zijn gecapituleerd.

## Achtergrond
Op 4 mei 1945 capituleerde de Duitse admiraal Von Friedeburg te Lüneburg namens de Duitse troepen in Noordwest-Duitsland, Nederland, Sleeswijk-Holstein en Denemarken voor de Britse veldmaarschalk Montgomery. De capitulatie ging de volgende dag in. De Duitse troepen stonden toen onder hoede van de Flensburgregering onder Karl Dönitz die Adolf Hitler was opgevolgd nadat deze op 30 april 1945 zelfmoord had gepleegd.
De dagen voorafgaand aan de capitulatiebespreking vonden al onderhandelingen plaats om voedseltransporten mogelijk te maken voor de hongersnood in het Westen van Nederland. Op woensdag 2 mei 1945 werden in Wageningen de Protocollen van Achterveld ondertekend. Deze onderhandelingen vormden de opmaat tot de capitulatiebespreking.

## Besprekingen
Op 5 mei 1945 in hotel De Wereld bespraken Foulkes en Blaskowitz beiden wat wordt genoemd het 'capitulatiedocument'. Op het document zelf staat 'Orders to German commanders on surrender'. Volgens de Stichting Nationaal Erfgoed Hotel De Wereld zei tijdens dit overleg generaal Blaskowitz op de vraag van generaal Foulkes of de Duitsers bereid waren zich over te geven: 'Jawohl'. Volgens dr. L. de Jong werd er op die zaterdag inderdaad uitvoerig met generaal Blaskowitz over de uitwerking van de capitulatie onderhandeld, waarbij de Duitsers in principe bereid bleken te tekenen. Zij moesten echter nog voor enkele punten instemming verkrijgen van hun opperbevel in Duitsland en kregen 24 uur uitstel. Volgens de aanwezige Canadese tolk protesteerden de Duitsers op enkele punten, maar kregen als antwoord dat de capitulatie onvoorwaardelijk was.
Een dag later werd in de eerste helft van de namiddag door Foulkes en Blaskowitz de technische uitwerking getekend in de aula van de landbouwhogeschool. Niettemin is het document gedateerd "at 16.30 hours on 5 May 1945". Het betrof formulieren waarin hij te kennen gaf dat hij had voldaan aan de op 5 mei aan hem gegeven opdrachten, waaronder binnen 24 uur informatie te verstrekken over de posities en stellingen van de Duitse troepen in West-Nederland. Deze informatie was direct nodig voor de opmars van de geallieerden op 7 mei naar West-Nederland.

## Foto's

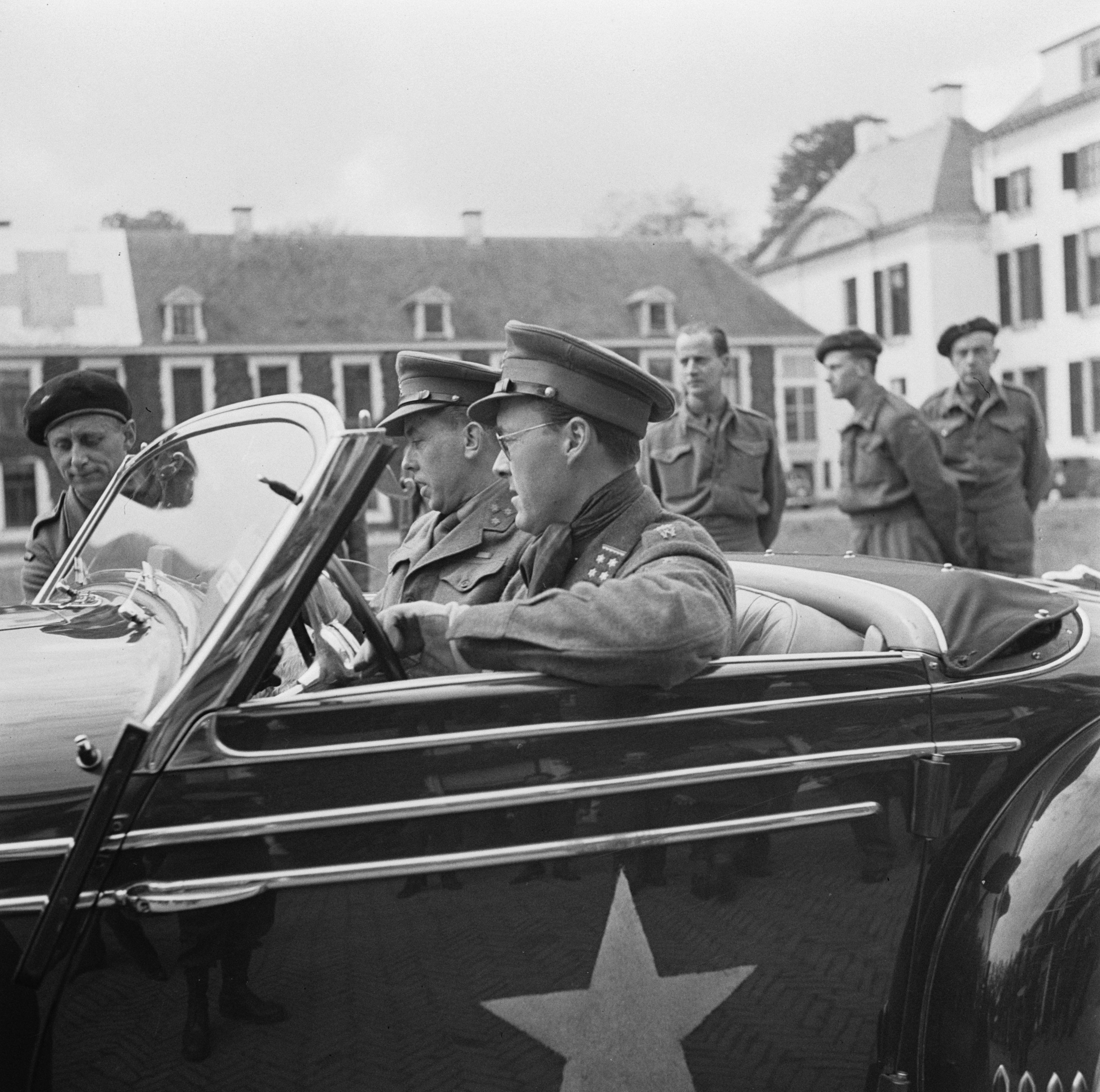
Prins Bernhard bij Paleis het Loo te Apeldoorn gereed voor vertrek naar Wageningen
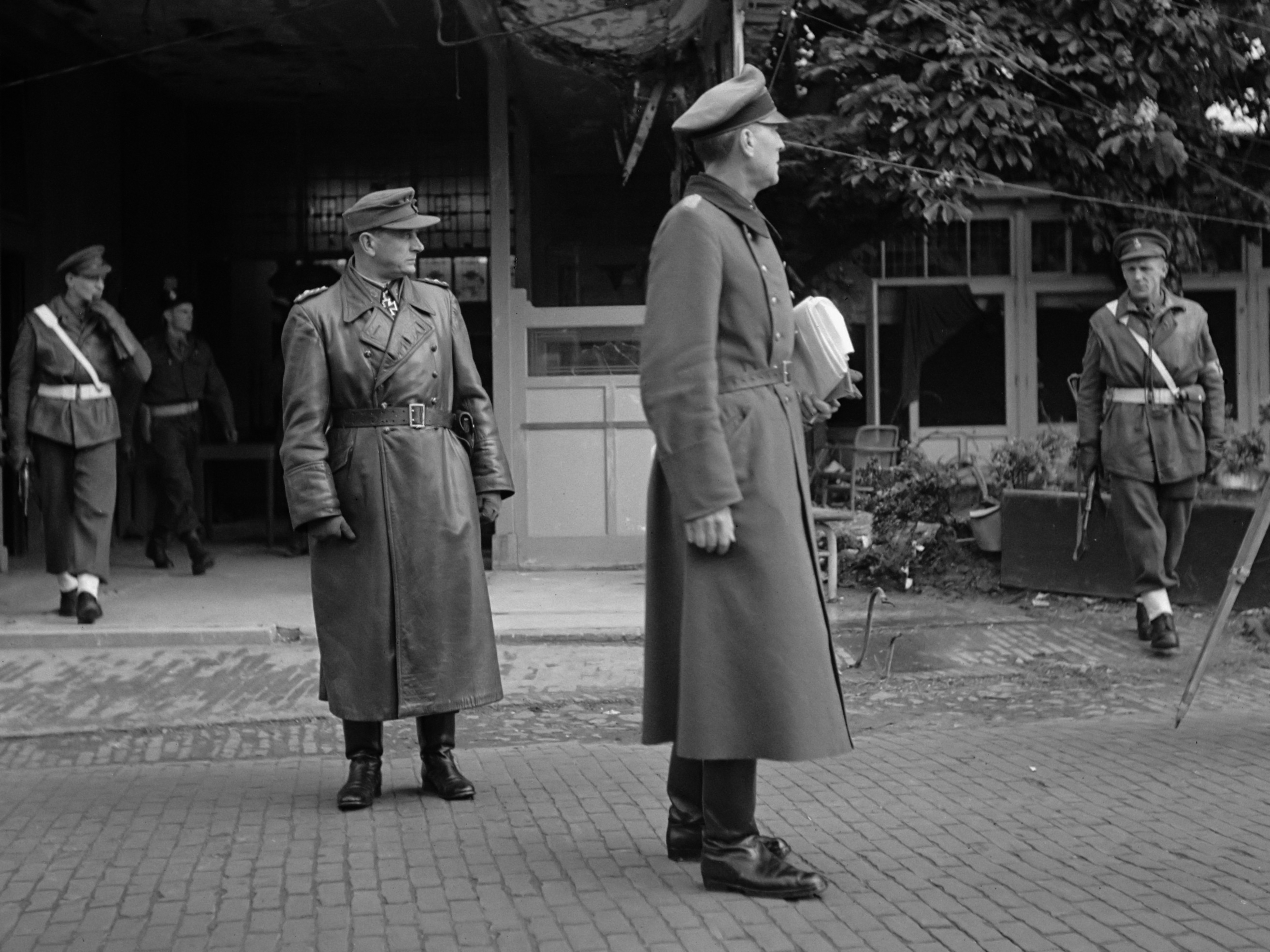
De Duitse delegatie bij Hotel De Wereld. Rechts met platte pet luitenant-generaal Reichelt, links een tolk.
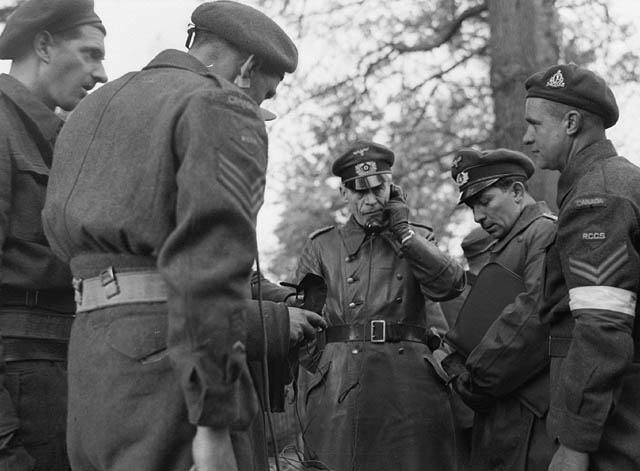
Canadese legerofficieren en een Duitse legerofficier leggen telefonische verbinding tussen Canadese en Duitse troepen

## Capitulatiedocument
Het originele capitulatiedocument is in 1953 door generaal Foulkes cadeau gegeven aan de gemeente Wageningen. Sindsdien ligt het in het gemeentearchief van Wageningen. Zowel het Canadian War Museum in Ottawa als De Casteelse Poort in Wageningen menen de pen te bezitten waarmee Foulkes tekende.

Het getekende capitulatiedocument
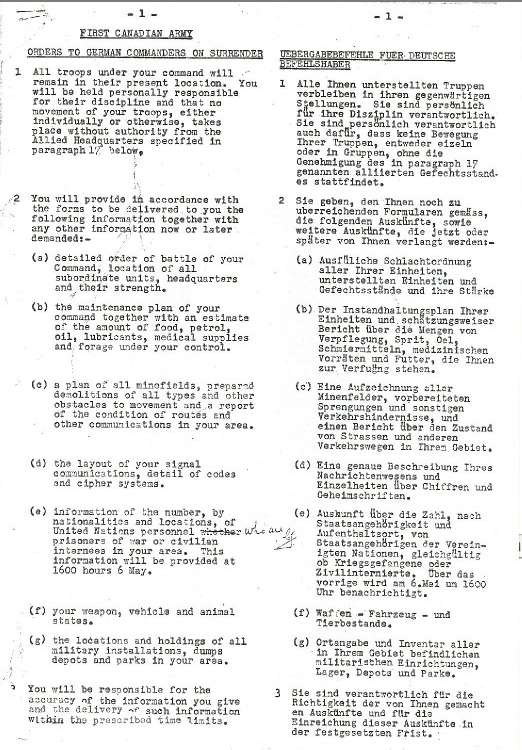
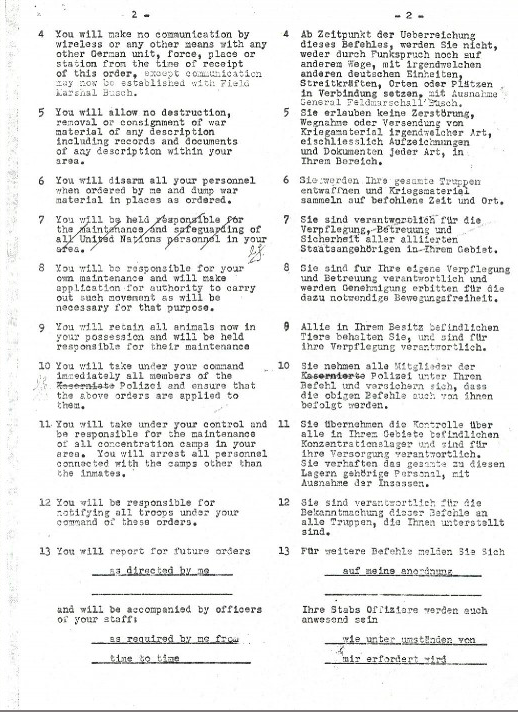
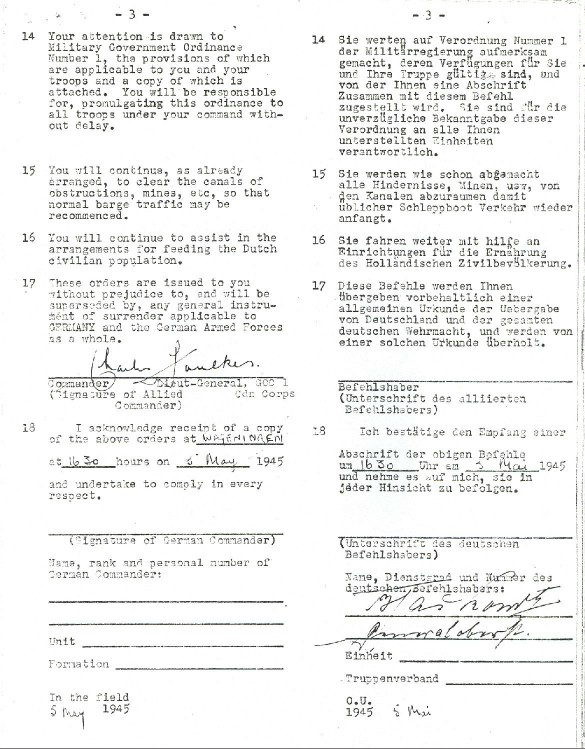